# Картервілл (Іллінойс)
Картервілл (англ. Carterville) — місто (англ. city) в США, в окрузі Вільямсон штату Іллінойс. Населення — 5848 осіб (2020).

## Географія
Картервілл розташований за координатами 37°45′46″ пн. ш. 89°5′2″ зх. д. / 37.76278° пн. ш. 89.08389° зх. д. (37.762724, -89.083849).  За даними Бюро перепису населення США в 2010 році місто мало площу 13,68 км², з яких 13,44 км² — суходіл та 0,24 км² — водойми.

## Демографія
Згідно з переписом 2010 року, у місті мешкало 5496 осіб у 2280 домогосподарствах у складі 1491 родини. Густота населення становила 402 особи/км².  Було 2478 помешкань (181/км²).
Расовий склад населення:
| - 93,0 % — білих - 2,5 % — чорних або афроамериканців - 1,2 % — азіатів - 0,2 % — корінних американців |

До двох чи більше рас належало 2,5 %. Частка іспаномовних становила 1,9 % від усіх жителів.
За віковим діапазоном населення розподілялося таким чином: 24,7 % — особи молодші 18 років, 62,9 % — особи у віці 18—64 років, 12,4 % — особи у віці 65 років та старші. Медіана віку мешканця становила 34,6 року. На 100 осіб жіночої статі у місті припадало 91,8 чоловіків;  на 100 жінок у віці від 18 років та старших — 87,2 чоловіків також старших 18 років.
Середній дохід на одне домашнє господарство  становив 72 167 доларів США (медіана — 49 129), а середній дохід на одну сім'ю — 88 162 долари (медіана — 62 566). Медіана доходів становила 52 396 доларів для чоловіків та 31 971 долар для жінок. За межею бідності перебувало 16,7 % осіб, у тому числі 24,9 % дітей у віці до 18 років та 7,3 % осіб у віці 65 років та старших.
Цивільне працевлаштоване населення становило 2776 осіб. Основні галузі зайнятості: освіта, охорона здоров'я та соціальна допомога — 40,4 %, роздрібна торгівля — 11,8 %, фінанси, страхування та нерухомість — 8,9 %, науковці, спеціалісти, менеджери — 8,2 %.